# Srednja šola za medicinske sestre Jugoslovanske ljudske armade
Srednja šola za medicinske sestre je bila ena izmed vojaško-sanitetnih šol Jugoslovanske ljudske armade; imela je status srednjomedicinske šole.
Šolanje je trajalo 4 leta in po končanju so medicinske sestre pridobile čin vojaškega uslužbenca IX. razreda.